# Sphaenorhynchus dorisae
Espèce
Synonymes
- Sphoenohyla dorisae Goin, 1957

Statut de conservation UICN

 LC  : Préoccupation mineure
Sphaenorhynchus dorisae est une espèce d'amphibiens de la famille des Hylidae.

## Répartition
Cette espèce se rencontre entre 50 et 300 m d'altitude dans le haut bassin de l'Amazone en Colombie, au Pérou, en Équateur, au Brésil.

## Étymologie
Cette espèce est nommée en l'honneur de Doris Mable Cochran.

## Publication originale
- Goin, 1957 : Status of the frog genus Sphoenohyla with a synopsis of the species. Caldasia, vol. 8, no 36, p. 11-31 (texte intégral).